# Hijack My Heart
Hijack My Heart är en låt av den brittiska rockgruppen Queen som släpptes som B-sida på singeln The Invisible Man 1989.
Till skillnad från de flesta andra Queen-låtar så sjunger trummisen Roger Taylor istället för frontmannen Freddie Mercury. Därför valde man att släppa den som singel istället för på The Miracle-albumet där den inte riktigt passade in.